# 휴 마세켈라
휴 마세켈라(영어: Hugh Masekela, 1939년 4월 4일 ~ 2018년 1월 23일)는 남아프리카 공화국의 트럼펫 연주자, 플루겔호른 연주자, 코넷 연주자, 작곡가, 가수였다. 그는 "남아공 재즈의 아버지"로 묘사되어 왔다. 마세켈라는 재즈 작곡과 〈Soweto Blues〉, 〈Bring Him Back Home〉 등 유명한 반 인종적인 곡들을 작곡한 것으로 유명하다. 1968년에는 〈Grazing in the Grass〉로 미국 팝 차트 1위를 차지했다.

## 젊은 시절
마세켈라는 남아프리카 공화국에 윗뱅크의 쿼구가 타운쉽에서 토마스 셀레나 마세켈라와 그의 아내 폴린 바워스 마세켈라 사이에서 태어났다. 어렸을 때, 그는 노래를 부르고 피아노를 연주하기 시작했고, 광부들을 위한 불법 술집을 운영했던 그의 할머니에 의해 크게 성장했다. 14세의 나이에 영화 "호른을 든 젊은 남자"(커크 더글러스가 미국 재즈 연주자인 빅스 바이더벡을 모델로 한 인물을 연기한 것에서)를 본 후, 마세켈라는 트럼펫을 연주하기 시작했다. 그의 첫 트럼펫은 현재 성 마틴 학교로 알려진 성 베드로 중등학교의 반인종 샤플린인 트레버 허들스턴 대주교가 지역 음악 상점에서 구입했다.
허들스턴은 당시 요하네스버그의 "토착" 지방 자치 단체의 리더인 사우다 삼촌에게 트럼펫 연주의 기초를 마셀라에게 가르쳐 달라고 요청했다. 마세켈라는 재빨리 악기를 익혔다. 곧, 그의 학교 친구들 중 일부는 악기 연주에 관심을 갖게 되었고, 이것은 남아프리카 공화국 최초의 청소년 오케스트라인 허들스턴 재즈 밴드의 형성으로 이어졌다. 루이 암스트롱이 그의 친구 허들스턴으로부터 이 밴드에 대해 들었을 때 그는 휴를 위한 선물로 자신의 트럼펫 중 하나를 보냈다. 1956년까지, 다른 앙상블을 이끈 후에, 마세켈라는 알프레드 허버트의 아프리카 재즈 레뷔에 합류했다.
1954년부터, 마세켈라는 그의 인생 경험을 자세히 반영하는 음악을 연주했다. 1950년대와 1960년대에 직면한 남아프리카 공화국의 고통, 갈등, 착취는 그에게 음악을 만들고 정치적 변화를 확산시키기 위해 영감을 주고 영향을 미쳤다. 그는 자신의 음악에 국가의 기쁨과 열정뿐만 아니라 투쟁과 슬픔을 생생하게 표현한 예술가였다. 그의 음악은 아파르트헤이트, 노예제, 정부에 대해 항의했다. 마세켈라는 나라의 상황으로 인해 압박을 받고 있는 많은 인구에 도달했다.
1958년 맨하탄 브라더스 투어에 이어, 마세켈라는 토드 마쉬키자가 작곡한 뮤지컬 《킹콩》의 오케스트라에 합류했다. 《킹콩》은 미리엄 마케바와 맨하탄 브라더스의 네이선 므들들와 함께 1년 동안 매진되어 온 남아프리카 공화국 최초의 블록버스터 연극의 성공이었다. 이 뮤지컬은 후에 2년 동안 런던의 웨스트엔드로 갔다.

## 개인 생활 및 사망
1964년부터 1966년까지 그는 가수이자 활동가인 미리엄 마케바와 결혼했다. 그는 이후 크리스 캘러웨이(캡 캘러웨이의 딸), 자부 음바타와 엘리남 코피에 결혼했다. 그는 미국 텔레비전 진행자인 샐 마세켈라의 아버지였다. 시인이자 교육자이며 운동가인 바바라 마세켈라는 그의 여동생이다.
마세켈라는 2018년 1월 23일 새벽 요하네스버그에서 78세의 전립선암으로 사망했다.

## 수상 및 명예

### 그래미 역사
마세켈라는 2012년 앨범 《Jabulani》의 베스트 월드 뮤직 앨범 지명을 포함하여 그래미상 후보에 세 번 올랐고, 하나는 《Sarafina! The Music Of Liberation》를 위한 최고의 뮤지컬 캐스팅 쇼 앨범을 위한 것이고 다른 하나는 〈Grazing in the Grass〉이라는 곡의 현대 대중 공연용 앨범이다.
| 연도 | 카테고리                     | 타이틀                            | 장르      | 레이블 | 결과 |
| ---- | ---------------------------- | --------------------------------- | --------- | ------ | ---- |
| 1968 | 최고의 팝 퍼포먼스           | Grazing in the Grass              | 팝        | 유니   | 지명 |
| 1989 | 베스트 뮤지컬 캐스팅 쇼 앨범 | Sarafina! The Music Of Liberation | 뮤지컬    | 소넷   | 지명 |
| 2012 | 베스트 월드 뮤직 앨범        | Jabulani                          | 월드 뮤직 | 릿슨 2 | 지명 |

## 음반 목록

### 음반
| 년도 | 타이틀                                                  | 레이블 (원본)                    |
| ---- | ------------------------------------------------------- | -------------------------------- |
| 1962 | Trumpet Africaine                                       | Mercury (Aug)                    |
| 1966 | Grrr                                                    | Mercury MG-21109, SR-61109 (Apr) |
| 1966 | The Americanization of Ooga Booga                       | MGM E/SE-4372 (Jun)              |
| 1966 | Hugh Masekela's Next Album                              | MGM E/SE-4415 (Dec)              |
| 1966 | The Emancipation of Hugh Masekela                       | Chisa Records CHS-4101           |
| 1967 | Hugh Masekela's Latest                                  | Uni 3010, 73010                  |
| 1967 | Hugh Masekela Is Alive and Well at the Whisky           | Uni 3015, 73015                  |
| 1968 | The Promise of a Future                                 | Uni 73028                        |
| 1968 | Africa '68                                              | Uni 73020                        |
| 1968 | The Lasting Impression of Hugh Masekela                 | MGM E/SE-4468 (Dec)              |
| 1969 | Masekela                                                | Uni 73041                        |
| 1970 | Reconstruction                                          | Chisa CS 803 (Jul)               |
| 1971 | Hugh Masekela & The Union of South Africa               | Chisa CS 808 (May)               |
| 1972 | Home Is Where the Music Is (aka The African Connection) | Blue Thumb Chisa BTS 6003        |
| 1973 | Introducing Hedzoleh Soundz                             | Blue Thumb Chisa BTS 62          |
| 1974 | I Am Not Afraid                                         | Blue Thumb Chisa BTS 6015        |
| 1975 | The Boy's Doin' It                                      | Casablanca NBLP-7017 (Jun)       |
| 1976 | Colonial Man                                            | Casablanca NBLP-7023 (Jan)       |
| 1976 | Melody Maker                                            | Casablanca NBLP-7036             |
| 1977 | You Told Your Mama Not to Worry                         | Casablanca NBLP-7079             |
| 1978 | Herb Alpert / Hugh Masekela                             | Horizon SP-728                   |
| 1978 | Main Event Live (with Herb Alpert)                      | A&M SP-4727                      |
| 1982 | Home                                                    | Moonshine/Columbia               |
| 1984 | Techno-Bush                                             | Jive Afrika                      |
| 1985 | Waiting for the Rain                                    | Jive Afrika                      |
| 1987 | Tomorrow                                                | Warner Bros.                     |
| 1989 | Uptownship                                              | Jive/Novus Records               |
| 1992 | Beatin' Aroun de Bush                                   | Novus Records                    |
| 1994 | Hope                                                    | Triloka Records                  |
| 1994 | Stimela                                                 | Connoisseur Collection           |
| 1996 | Notes of Life                                           | Columbia/Music                   |
| 1998 | Black to the Future                                     | Shanachie Records                |
| 1999 | The Best of Hugh Masekela on Novus                      | RCA                              |
| 2000 | Sixty                                                   | Shanachie                        |
| 2001 | Grazing in the Grass: The Best of Hugh Masekela         | Sony                             |
| 2002 | Time                                                    | Columbia                         |
| 2002 | Live at the BBC                                         | Strange Fruit                    |
| 2003 | The Collection                                          | Universal/Spectrum               |
| 2004 | Still Grazing                                           | Blue Thumb                       |
| 2005 | Revival                                                 | Heads Up                         |
| 2005 | Almost Like Being in Jazz                               | Chissa Records                   |
| 2006 | The Chisa Years: 1965–1975 (Rare and Unreleased)        | BBE                              |
| 2007 | Live at the Market Theatre                              | Four-Quarters Ent                |
| 2009 | Phola                                                   | Four-Quarters Ent                |
| 2012 | Jabulani                                                | Listen 2                         |
| 2012 | Friends (Hugh Masekela and Larry Willis)                | House of Masekela                |
| 2012 | Playing @ Work                                          | House of Masekela                |
| 2016 | No Borders                                              | Universal Music                  |

### 차트 싱글
| 년도 | 싱글                        | 차트 위치 | 차트 위치 | 차트 위치 |
| 년도 | 싱글                        | US Pop    | US R&B    | Can       |
| ---- | --------------------------- | --------- | --------- | --------- |
| 1967 | "Up-Up and Away"            | 71        | 47        | -         |
| 1968 | "Grazing in the Grass"      | 1         | 1         | 6         |
| 1968 | "Puffin' On Down the Track" | 71        | -         | 43        |
| 1969 | "Riot"                      | 55        | 21        | 55        |
| 1978 | "Skokiaan" with 허브 앨퍼트 | -         | 87        | -         |
| 1984 | "Don't Go Lose It Baby"     | -         | 67        | -         |